# Троїцьке (Шосткинський район)
Тро́їцьке — село в Україні, у Середино-Будській міській громаді Шосткинського району Сумської області. Населення становить 35 осіб. До 2020 орган місцевого самоврядування — Великоберізківська сільська рада.

## Географія
Село Троїцьке знаходиться на березі річки Знобівка, між її двома руслами, вище за течією на відстані 1,5 км розташоване село Велика Берізка, нижче за течією примикає село Новий Світ (ліквідоване в 1988 р.), на протилежному березі — село Ясна Поляна.

## Символіка
На гербі зображений короп, якого впіймали голими руками у воді (синій колір) і виносять на берег (зелений колір). Це відносить нас до часів заснування села, коли в цих місцях водилося багато риби, і пудового коропа можна було зловити руками. Три колоски вказують на назву населеного пункту (герб є промовистим).

## Історія
Троїцьке було засновано в кінці ХІХ — початку ХХ століття переселенцями з навколишніх населених пунктів. З дня заснування воно було невеликим населеним пунктом і в 1923 році налічувало 5 дворів, у яких проживало 45 жителів, в 1926 році — 15 дворів і 90 жителів, в 1940 році — 14 дворів, в 1976 році — 30 дворів, в 1989 році — 36 жителів, в 2001 році — 34 жителя.
Більшість будинків троицких жителів були побудовані в один ряд над стрімким береговим схилом Знобівки, який більш ніж на 10 метрів піднімається над рівнем річки. За переказами, в старовину в цих місцях водилося багато риби, і пудового коропа можна було зловити руками.
12 червня 2020 року, відповідно до Розпорядження Кабінету Міністрів України № 723-р «Про визначення адміністративних центрів та затвердження територій територіальних громад Сумської області» увійшло до складу Середино-Будської міської громади.
19 липня 2020 року,  в результаті адміністративно-територіальної реформи та ліквідації Середино-Будського району, село увійшло до Шосткинського району.